# 最强者足球俱乐部
最强者足球俱乐部（Club The Strongest）是玻利维亚首都拉巴斯的一个足球俱乐部，成立于1908年4月8日。球队颜色为黄与黑。球队主场位于拉斐尔门多萨卡斯特利翁体育场（Rafael Mendoza Castellón）。该俱乐部是现有足球俱乐部中第二悠久的。主要同城对手是玻利瓦尔俱乐部。该队球员在1994年世界杯足球赛上有上佳表现。

## 荣誉
- 玻利维亚职业足球联赛: 8
  - 冠军：1977, 1983, 1989, 1993, 2003-A, 2003-C, 2004-C, 2011/12-A,
  - 亚军：1979, 1980, 1981, 1988, 1999, 2005-AD